# Shinpan daimyō
El Shinpan (親藩?)-daimyō es un término japonés para referirse al gobernador de un han reconocido como pariente del shōgun Tokugawa. Mientras que todos los shinpan eran reconocidos como familiares del shōgun, no todos los familiares eran reconocidos como shinpan, un claro ejemplo es el caso del clan Matsudaira del Dominio de Okudono. Los shinpan-daimyō eran también conocidos como Kamon daimyō (家門大名?). Entre algunos shinpan se encontraban los integrantes del clan Gosanke, del clan Matsudaira de Aizu, el clan Matsudaira del Dominio Fukui, entre otros.